# Hypopteridia reversa
Hypopteridia reversa är en fjärilsart som beskrevs av Moore 1884. Hypopteridia reversa ingår i släktet Hypopteridia och familjen nattflyn. Inga underarter finns listade i Catalogue of Life.